# Сорхе
Сорхе (перс. سرخه‎) — город в центральном Иране, в провинции Семнан. Входит в состав одноимённого шахрестана.

## География
Город находится в северо-западной части Семнана, на расстоянии приблизительно 15 километров к северо-востоку от Семнана, административного центра провинции. Абсолютная высота — 1153 метров над уровнем моря.

## Население
По данным переписи, на 2006 год численность населения города составляла 9062 человек. По оценке на 2013 год, в Сорхе проживает 9 773 человека.

## Транспорт
Ближайший гражданский аэропорт — Международный аэропорт Семнана.

## Уроженцы
- Хаса́н Рухани́ — президент Ирана[4].